# Gunthar von Hildesheim
Gunthar von Hildesheim (* im 8. Jahrhundert, † 5. Juli im 9. Jahrhundert) war ein Missionsbischof mit Sitz in Hildesheim.

## Leben
Die Quellenlage zu Gunthar ist schwierig. Daher lassen sich kaum Aussagen zu seinen Lebensdaten noch zu seinen Tätigkeiten als Missionsbischof treffen. Als Missionsbischof hatte er einen nur grob umrissenen Zuständigkeitsbereich, welcher sich vermutlich um Hildesheim erstreckte. Gunthars Todestag, 5. Juli, ist in einer vier Bischöfe umfassenden Liste des 9. Jahrhunderts im Essener Sakramentar D1 verzeichnet.
Er wurde entweder von Karl dem Großen oder Ludwig dem Frommen mit der Mission betraut. Jedoch ist die kaiserliche Gründungsurkunde des Bistums Hildesheim, welche die Missionstätigkeit Gunthars ab 815 belegen soll, gefälscht. Daher lässt sich weder der Beginn der Hildesheimer Mission noch das Antrittsdatum von Gunthar als Missionsbischof genau festlegen. Er wird vermutlich im späten 8. und frühen 9. Jahrhundert Missionsbischof gewesen sein. Der Missionsstandort ist vermutlich identisch mit dem späteren Standort des Hildesheimer Doms.
Man nimmt an, dass Rembert als sein Nachfolger 834/835 auf den Bischofsstuhl kam.